# Mestocharella deltoids
Mestocharella deltoids är en stekelart som beskrevs av Khan, Agnihotri och Sushil 2005. Mestocharella deltoids ingår i släktet Mestocharella och familjen finglanssteklar. Inga underarter finns listade i Catalogue of Life.